# Riserva naturale regionale dei Ghirardi
La riserva naturale regionale dei Ghirardi è un'area naturale protetta situata nei comuni di Borgo Val di Taro e Albareto, in provincia di Parma. La riserva naturale regionale è stata istituita nel 2010 e occupa una superficie di 370 ettari nella provincia di Parma.

## Storia
Fino agli anni sessanta del secolo scorso l'area intorno a Case Ghirardi, per un'estensione di 600 ha, era occupata da una riserva di caccia di proprietà della famiglia Marchini-Camia; quando la legge sulla caccia del 1979 consentì di creare oasi faunistiche, venne trasformata in zona di protezione della fauna gestita dalla provincia di Parma; la legge Galasso 431/85 aggiunse alla tutela della fauna anche quella del paesaggio confermata poi dal Piano Territoriale Paesistico Regionale (PTPR) del 1993 che ne fece una zona di tutela naturalistica ex art. 25.
Nel 1996 entra a far parte del sistema delle Oasi e Riserve del WWF Italia, nel 2006 una parte del territorio viene inserita nella Rete Natura 2000 in Emilia-Romagna, per diventare infine Riserva Regionale Generale il 20 dicembre 2010.

## Territorio
Il territorio della riserva copre una superficie di 370 ettari che ricade nei comuni parmensi di Borgo Val di Taro e Albareto.
Il territorio è costituito da aree prettamente boschive, occupanti circa metà della superficie, terreni agricoli in coltivazione o abbandonati, pareti rocciose e calanchi, greti ghiaiosi, rivi incisi nella roccia.

## Clima
L'area è caratterizzata da abbondanti precipitazioni con quasi 1200 mm di pioggia l'anno. Il 30% del totale annuo di precipitazioni viene raggiunto nel mese di Novembre, le piogge sono abbondanti anche nel periodo primaverile mentre durante il mese di Luglio la media rasenta lo 0.
La media annua delle temperature si aggira tra i 15-17 °C, con minima di 4-5 °C circa in Gennaio e massima tra Luglio e Agosto intorno ai 25 °C.

## Geologia
La riserva è geologicamente situata nell'area appartenente al bacino di sedimentazione Ligure risalente al periodo Giurassico.I movimenti tettonici e orogenetici che hanno caratterizzato il territorio hanno dato origine a pieghe, aree di sovrascorrimento e faglie, in modo particolare quella lungo il torrente Rizzone.
Si suppone la presenza nel periodo Pleistocene medio di un lago i cui resti si estendono lungo la riva sinistra del Taro e sono visibili da Compiano fino alla Costa dei Rossi.
Sono riscontrabili nella Riserva le formazioni geologiche di: Argille a Palombini nella collina di Cà Cigolara (Cretacico inferiore- 136 milioni di anni fa); Arenarie di Ranzano nello sperone roccioso tra Porcigatone e Case Ghirardi (Oligocene inferiore-38 milioni di anni fa); Marne di monte Piano nei bacini del Canal Guasto e del Torrente Rizzone (Eocene superiore-Oligocene inferiore 60-40 milioni di anni fa).
Sono facilmente ritrovabili impronte di fondo e Fucoidi negli strati interni di Arenarie di Ranzano.

## Geografia
L'area ricade all'interno dei bacini dei torrenti Rizzone, Remolà e Canal Guasto, rii tendenti ad asciugarsi nel periodo estivo, almeno in prossimità del Taro.
L'altitudine massima è a Case Paganini, nei pressi di Porcigatone,739m, quella minima nei pressi di Ronco Desiderio, 478m, alla confluenza dei torrenti Remolà e Ingegna; Case Ghirardi si trova a 629m, Ca'Pradelle a quota 665m.
Il territorio è raggiungibile con la statale di fondovalle da Fornovo, oppure in autostrada (Parma-La Spezia), uscendo al casello Borgotaro e proseguendo per 16 km. Una volta giunti a Borgotaro occorre imboccare la provinciale per Bardi, dopo 6 km si incontra sulla sinistra un bivio, segnalato dal cartello “Oasi WWF”. Dopo 500 metri lungo una strada sterrata si arriva al centro visite “Le Pradelle”.

## Flora

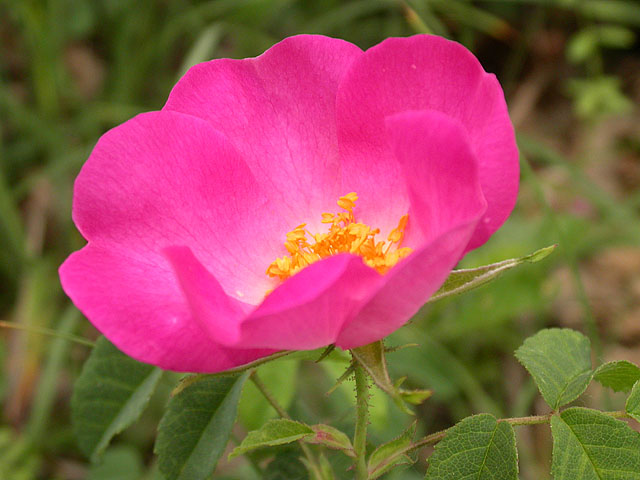
Rosa gallica

Circa la metà della superficie è occupata da boschi, anch'essi, come il territorio, molto variegati: accanto alle forme tipiche di questa zona di Appennino come il ceduo di cerro e il castagneto abbandonato, troviamo formazioni forestali più rare come querceti misti acidofili con rovere, cerro e farnia, sottobosco con melo selvatico, ciavardello e nespolo, boscaglie di ontano bianco, versanti ricchi di tigli, aceri d'Ungheria, carpini bianchi, cerri e sottobosco di noccioli e anche una recente colonizzazione di pino silvestre. Nella zona di Taglio, Pradelle e Forra del Remolà il cerro forma zone miste con carpino nero e castagno su suoli acidi con sottobosco di brugo. Invece lungo il Rizzone prevale il cerro ad alto fusto in un bosco con rovere, ciavardello e carpino bianco. Qui il bosco forma una sorta di “foresta a galleria” che impedisce la crescita di cenosi tipiche delle rive. Nelle zone più calde e secche, invece, troviamo boscaglie di roverella con sorbo domestico, pero selvatico, melo fiorentino e biancospino. Nei siti rocciosi delle Arenarie di Ranzano, a monte di case Ghirardi, prevale il carpino nero, il sorbo montano e il maggiociondolo.
La morfologia molto varia della zona favorisce la vita di varie specie vegetali: oltre agli alberi e agli arbusti già citati, sono presenti varie specie di fiori, 30 specie di orchidee, giglio di S. Giovanni, genziana, scilla, dente di cane, croco.
Anche le aree agricole della riserva sono circondate dai boschi, in parte usate per la fienagione, in parte abbandonate e in parte colonizzate da arbusti spinosi di grande varietà.
Alla fonte del canal Guasto troviamo un habitat prioritario per l'unione Europea, il bosco Subalpino di ontano bianco. Altro habitat boschivo prioritario è il bosco misto di acero opalo, tiglio a foglie cuoriformi e querce, intorno a casa Ghirardi.

## Fauna

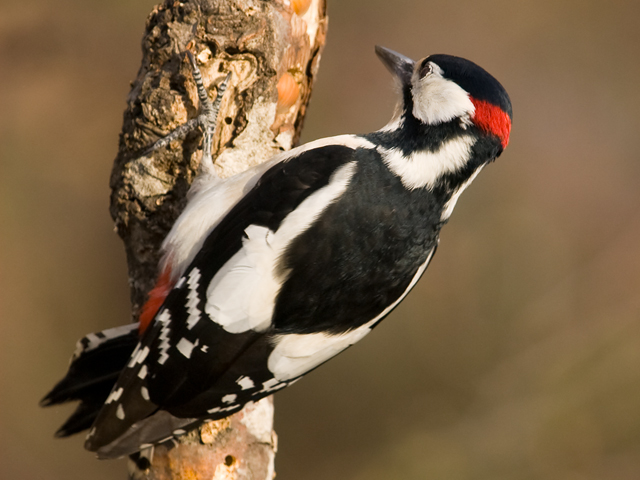
Picchio rosso maggiore

La fauna dell'Oasi dei Ghirardi si compone di numerose specie di uccelli e mammiferi, poiché la sua morfologia estremamente varia e boscosa favorisce la biodiversità. Ancora nei primi anni '80 molte erano le starne, le pernici rosse, e le lepri. Oggi, tra epidemie, perdita di habitat, concorrenza di altre specie, la starna si è estinta, mentre altre specie hanno colonizzato l'area cincia dal ciuffo, biancone, lupo. Tra i tipici animali del bosco ricordiamo: scoiattolo, ghiro, cinghiale, capriolo, volpe, puzzola, faina e specie di interesse comunitario come il pipistrello Rhinolophus hipposideros e il cervo volante.
Inoltre rettili e anfibi sono presenti con ramarro, colubro liscio, tritone crestato e apuano.
Tra i pesci, è accertata la presenza del vairone, della trota, del barbo canino e del ghiozzo padano nel torrente Rizzone.
I boschi ospitano la nidificazione di 78 specie di uccelli tra cui numerosi rapaci: astore, poiana, sparviere, falco pecchiaiolo, biancone, civetta, barbagianni, e allocco.
Tra le altre specie si segnalano tordela, succiacapre, gruccione, tottavilla e averla piccola.